# Palacio de la Pureza Celestial

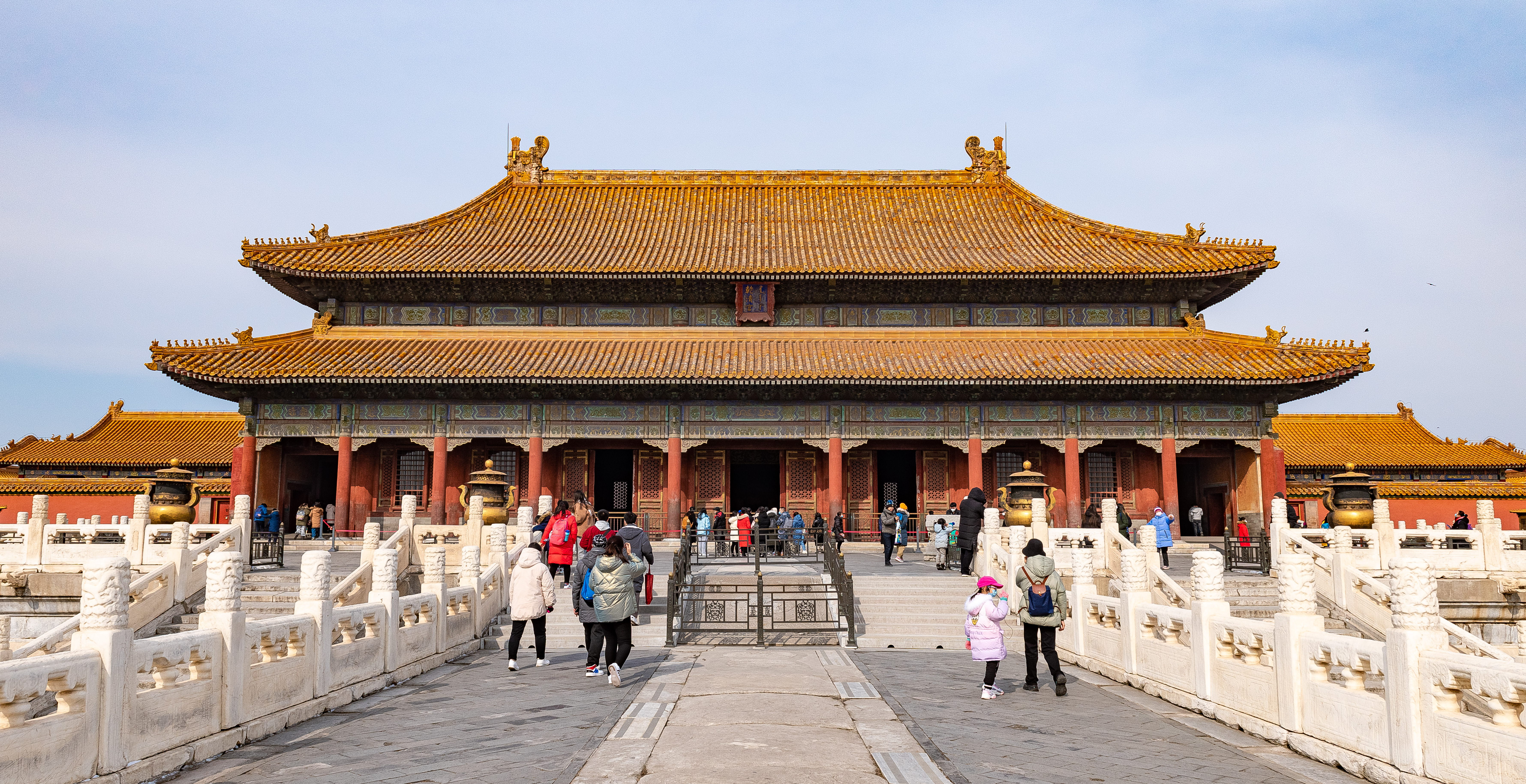
El Palacio de la Pureza Celestial

El Palacio de la Pureza Celestial, o Palacio Qianqing  (en chino: 乾清宫; pinyin: qiánqīng gōng; Manchu:  kiyan cing gung) es un palacio en la Ciudad Prohibida en Beijing, en chino, 乾清宫; pinyin, qiánqīng gōng Es la más grande de las tres salas de la Corte Interior (los otros dos son la Sala de la Unión y el Palacio de la Tranquilidad Terrenal), localizada en el extremo norte de la Ciudad Prohibida. Durante la Dinastía Qing, el palacio a menudo sirvió como la sala de audiencias del Emperador, donde se reunía con el Consejo Magnífico. 
El Palacio de la Pureza Celestial es un edificio con dobles cornisas, y establecido en un solo nivel sobre una plataforma de mármol blanco. Está conectado a la Puerta de la Pureza Celestial por su lado sur a través de un pasillo alzado. En la dinastía Ming,  fue la residencia  del Emperador. El amplio espacio se dividía en nueve habitaciones en dos niveles, con 27 camas. Por seguridad, cada noche el Emperador escogía al azar una de estas camas para dormir. Esto continuó hasta inicios de la dinastía Qing. Sin embargo, cuando el Emperador Yongzheng ascendió al trono, no deseaba habitar el palacio que su padre Kangxi ocupó por 60 años. Él y los emperadores subsiguientes vivieron en cambio en la Sala de la Cultivación Mental, más pequeña y al oeste. El Palacio de la pureza Celestial entonces funcionó como la sala de audiencias del Emperador, donde  se reunía con la corte, recibía ministros y emisarios, y celebraba banquetes. En el centro del Palacio, sobre una plataforma elaborada, hay trono y un escritorio, en el que el Emperador escribió notas y firmó documentos durante consejos con ministros.
Sobre el trono cuelga una tableta con una escritura leída de derecha a izquierda, que dice zhèng dà guāng míng (正大光明), escrita por el Emperador Shunzhi. Esta tableta se ha traducido en varias formas, pero el significado transliteral aproximado es "dejen que el bondadoso brille". A menudo se usa como una frase o aforismo chino, que significa "ser decente, sincero y magnánimo," o "no tener ningún secreto ni hacer una acción desvergonzada."
Los emperadores de la dinastía Qing posteriores a Yongzheng designaron a sus sucesores en secreto, con una sola copia de su testamento escondido detrás de esta tableta y otra copia que el Emperador llevaba consigo en todo momento.